# Lista de presidentes do Gabão
Esta é a lista de presidentes do Gabão desde a criação do cargo em 1960. 
Um total de três pessoas ocuparam a presidência do Gabão (sendo duas em exercício). 

## Lista de presidentes do Gabão (1960-presente)
| № | Retrato | Nome                                             | Mandato               | Mandato                                  | Partido | Eleição                             |
| - | ------- | ------------------------------------------------ | --------------------- | ---------------------------------------- | ------- | ----------------------------------- |
| 1 |         | Léon Mba (1902-1967)                             | 17 de agosto de 1960  | 17 de novembro de 1967 (Morreu no cargo) | BDG     | 1961 1967                           |
| 2 |         | Omar Bongo (1935-2009)                           | 2 de dezembro de 1967 | 8 de junho de 2009 (Morreu no cargo)     | BDG     | 1973 1979 1986 1993 1998 2005       |
| - |         | Didjob Divungi Di Ndinge (em exercício) (n.1946) | 6 de maio de 2009     | 10 de junho de 2009                      | ADERE   | —                                   |
| - |         | Rose Francine Rogombé (em exercício) (1942-2015) | 10 de junho de 2009   | 16 de outubro de 2009                    | PDG     | —                                   |
| 3 |         | Ali Bongo (n. 1959)                              | 16 de outubro de 2009 | 30 de agosto de 2023 (deposto)           | PDG     | 2009 2016 2023                      |
| - |         | Brice Oligui (n. 1974/75)                        | 4 de setembro de 2023 | presente                                 | Militar | Tomou o poder após golpe de Estado. |

## Referência
1. ↑  «Top 15 Highest Paid African Presidents 2017». Ranking Interesting Facts About Africa (em inglês). 15 de dezembro de 2016. Consultado em 4 de fevereiro de 2022